# Cerkev Marijinega vnebovzetja, Gospa Sveta
Koordinati:   46°40′51″N, 14°20′45″E
Cerkev Marijinega vnebovzetja je romarska in župnijska cerkev v kraju Gospa Sveta na Koroškem v Avstriji. Je najstarejša cerkev, ki je bila zgrajena na slovenskem ozemlju. Znana je tudi po relikvijah svetega Modesta, apostola Karantancev.

## Zgodovina
Leta 15. pr. n. št. so Rimljani zasedli dežele do Donave. Iz keltske kraljevine Norik je nastala rimska provinca Norik. Na Štalenski gori, ki se imenuje tudi Magdalenska gora (nemško Magdalensberg, 1059 mnm), so arheološka izkopavanja poleg ostankov keltskih grobov odkrila tudi rimsko naselje na hribu, ki je bilo središče rimskega pridobivanja in trgovanja z železom v Noriku. Prebivalci so se pozneje preselili v novoustanovljeno mesto Virun na Gosposvetskem polju.
Krščanstvo je prišlo v te kraje z rimskimi uradniki, trgovci in vojaki. Iz obdobja okoli 5. stoletja so na Koroškem odkrili sedem krščanskih cerkva. Zanesljivo potrjeni cerkvi iz tega obdobja sta škofijska sedeža Virun in Sveti Peter v Lesu.
Okoli leta 590 so deželo poseljevali Slovani, ki so jih Obri potiskali z območja Panonije. Slovani so prodrli vse do Lienza, kjer je bilo njihovo naseljevanje ustavljeno. S prodorom Slovanov je krščanstvo na tem območju prvič potonilo.
Okoli leta 743 je karantanski knez Borut prosil bavarskega kneza za pomoč pri vojnah proti Obrom. Pomoč je bila uspešna, zato pa so postali Karantanci odvisni od Bavarcev in pozneje Frankov. Karantanska cerkev je spadala k solnograški cerkveni provinci. Leta 811 je Karel Veliki določil Dravo kot mejo med knezoškofijo Salzburg in oglejskim patriarhatom.
Po naročilu salzburškega škofa Virgila je prišel okoli leta 760 korni škof sveti Modest z nekaj duhovniki v okolico nekdanjega rimskega mesta Virun in tam na masivni skalni polici postavil Marijino cerkev. Njegova naloga je bila misijonarska dejavnost med Karantanci. Tako se je začelo drugo misijonarjenje v Karantaniji. Modest je imel sedež pri Gospe Sveti. Kraj je ostal cerkveno središče in sedež kornih škofov do 10. stoletja. V 13. stoletju so prvotno cerkev iz časa svetega Modesta zamenjali z romansko kamnito cerkvijo.

## Današnja cerkev
Današnja cerkev sredi cerkvenega gradišča je poznogotska cerkev, postavljena med letoma 1430 in 1459. Zgradba je triladijska s tremi kori in skrajšano prečno gradnjo. Ima šest zvonov in največjega iz leta 1687.
Cerkev stoji na kraju, kjer je bila še v 19. stoletju narodnostna meja. Na območju Gospe Svete je živelo slovansko prebivalstvo, zaradi delovanja nemškega prebivalstva in germanizacije pa se je po tem času narodnostna meja premaknila južno od Celovca. Slovensko bogoslužje pri Gospe Sveti je razen občasno za organizirana romanja prenehalo po koroškem plebiscitu leta 1920.

## Opis cerkve
- Srednja ladja in stropne freske: Na obokih srednje ladje so v letih 1927 in 1928 odkrili cikel fresk. Neznani umetnik jih je naslikal leta 1490. Freske na obročnih poljih kažejo Kristusov rodovnik po evangelistu Mateju. Iz cvetnih čaš rastejo Kristusovi predniki. Na slavoloku je upodobljen Kristus, sodnik sveta, z Marijo in Janezom, pod tem je poslednja sodba. Na sredi cerkvene ladje je mogoče videti čudovito baročno prižnico s štirimi cerkvenimi očeti latinske tradicije.
- Prečna ladja in glavni oltar: Obok prečne ladje krasijo nežne freske iz leta 1430. Predstavljajo cerkvene očete, svetnike, angele in simbole evangelistov. Baročni glavni oltar izvira iz leta 1714. Središče tega glavnega oltarja in cerkve same je podoba Milostne Matere božje z otrokom Jezusom, ki je zgled tako imenovanih lepih Madon. Kipar je plastiko  ustvaril leta 1425. Ob straneh so mogočni baročno izrezljani kipi apostolov Petra in Pavla, svetega Gregorja in svetega Ruperta. Severno korno steno krasi freska iz leta 1435. Vrsta slik kaže pohod Svetih treh kraljev, čaščenje Deteta, pomor betlehemskih otročičev in beg svete družine v Egipt. Na orgelskem koru so orgle, ki jih je leta 1735 naredil mojster Martin Jäger.
- Kor južne stranske ladje: V njej je oltar svetega Jurija. Ubijalca zmaja obdajata  sveta Ana in sveti Osvald. Nad zakristijskem portalom je freska slikarja Herberta Boeckla, naslikana 1928. Na sliki je prizor, ko Jezus rešuje Petra.
- Kor severne stranske ladje: V njem je oltar mojstra Arndorferja. Nastal je v eni od beljaških delavnic, prikazuje pa Marijino življenje, mater Ano in druge svete žene, med njimi sveto Uršulo s spremljevalci in 14 pomočniki v sili.
- Kapela Barbare Sachs z Modestovim kipom: Je v severni stranski ladji in obdana s poznogotsko ograjo. Ima oltar donatorke Barbare Sachs. Pod kamnito ploščo romanskega miznega oltarja, ki jo podpira šest stebrov, v rimskem otroškem sarkofagu počivajo relikvije svetega Modesta. Zadaj je baročni križni oltar z izrazito skupino križanja, poleg pa stoji gotski kip svetega Modesta z modelom cerkve v roki. Rimski krstilni oltar z napisom Virunum kaže, od kod izvirajo številni kamni v cerkvi.
- Južna zunanja stena stolnice: V preddverju južnega vhoda in na zunanjem zidu so vgrajeni rimski kamni: relief s prikazom dvojčkov Romula in Rema, relief s prikazom vožnje v onostranstvo (v ljudskem jeziku rimska poštna kočija) in relief s prikazom, kako odvlečejo Hektorja.
- Gotski svetilnik: Stoji nasproti južnega vhoda v cerkev. Je dvonadstropna kostnica, romanska ali celo predromanska kapela, ki so jo okoli leta 1500 obzidali z dvonadstropnim arkadnim hodnikom osmerokotnega tlorisa (ljudsko ime ajdovski tempelj). Kamnit poznogotski svetilnik igrivih oblik stoji na nekdanjem pokopališču.

## Galerija slik
- Relief iz Viruna na steni cerkve v Gospe Sveti
- Ploščad pred cerkvijo Gospe Svete
- Gotska večna luč ob stavbi božjega groba
- Cerkvena ladja
- Grob svetega Modesta
- Oltar svetega križa
- Oltar svetega križa – detajl